# ستيف فراي
ستيف فراي (بالإنجليزية: Steve Frey)‏ هو لاعب كرة قاعدة أمريكي، ولد في 29 يوليو 1963 في Meadowbrook, Pennsylvania ‏ في الولايات المتحدة.

## وصلات خارجية
- ستيف فراي على موقع دوري كرة القاعدة الرئيسي (الإنجليزية)
- ستيف فراي على موقعبيزبول رفرنس.كوم (الدوري الرئيسي) (الإنجليزية)
- ستيف فراي على موقعبيزبول رفرنس.كوم (الدوري الثانوي) (الإنجليزية)
- ستيف فراي على موقع إي إس بي إن.كوم (أم.أل.بي) (الإنجليزية)
- ستيف فراي على موقع مشجعي الرسوم البيانية (الإنجليزية)